# グレプ・スヴャトスラヴィチ (チェルニゴフ公)
グレプ・スヴャトスラヴィチ（ロシア語: Глеб Святославич、? - 1219年以前）は、チェルニゴフ公スヴャトスラフとその妻（ポロツク公ヴァシリコの娘。名はおそらくマリヤ。）との間の子である。兄にはキエフ大公となったフセヴォロドがいる。コロムナ公：1179年、カネフ公：1182年 - 1190年、ペレヤスラヴリ公：1190年 - 1194年、スタロドゥーブ公：1202年 - 1204年、ノヴゴロド・セヴェルスキー公：1204年 - 1212年頃、チェルニゴフ公：1215年 - 1217年。聖名パホミー。

## 生涯
グレプは1179年にコロムナの統治者として史料上に名が見られる。しかし1180年に、ウラジーミル大公フセヴォロドがリャザン公国の公位をめぐる争いに介入し、グレプの領有するコロムナを占領した。父のスヴャトスラフがキエフ大公位にあった（スヴャトスラフ3世）1180年から1194年にかけては、グレプはポロシエ地方のカネフを領有し、ポロヴェツ族との戦いに参加した。1187年にガーリチ公ヤロスラフが死亡すると、グレプをガーリチ公とする案が立てられたが実現しなかった。1215年に兄のチェルニゴフ公フセヴォロド（かつてのキエフ大公フセヴォロド4世。上記のウラジーミル大公フセヴォロドとは別人）が死ぬと、後を継いでチェルニゴフ公国を統治した。正確なグレプの没年は不明であるが、おそらく1216年から1219年の間に死亡したとみられる。1219年には兄弟のムスチスラフがチェルニゴフ公として言及されている。

## 妻子
妻はリューリク（キエフ大公リューリク2世）の娘のアナスタシヤ（1182年頃結婚）。子には以下の人物がいる。
- ムスチスラフ - チェルニゴフ公：1238年
- エヴフィミヤ - 1194年、ビザンツ皇帝アレクシオス4世アンゲロス（在位：1203年 - 1204年）と結婚。
- 娘 - 1215年、スタロドゥーブ公ウラジーミルと結婚。
- アントニー
- ミハイル
- アニシム
- ロマン
- イヴァン